# Воррингер, Вильгельм
Вильге́льм Во́ррингер (нем. Wilhelm Worringer; 13 января 1881, Аахен, Германская империя — 29 марта 1965, Мюнхен, ФРГ) — немецкий историк и теоретик искусства, философ.

## Жизнь и творчество
В.Воррингер начинал свою научную деятельность как литературовед и филолог, однако вскоре начинает заниматься историческими и культурологическими проблемами. Среди его учителей следует назвать Генриха Рюккерта, Георга Зиммеля и Генриха Вёльфлина. Наиболее характерно раскрывается методика исследований учёного в его диссертации «Абстракция и вчувствование» (Abstraktion und Einfühlung), которую защитил в Берне в 1907 году. В 1908 году она выходит отдельным изданием в Мюнхене. В этой работе автор делит различные течения в искусстве в целом как абстракции, т.е. абстрагированные реакции человека на хаотически меняющийся мир и его шаткое, непрочное место в нём, и чувственности, которую он понимает как некую присущую человеку природную сущность. Основополагающей формулой философа являются его фразы: Эстетическое наслаждение является объективированным (т.е. конкретизированным) самонаслаждением и Мы наслаждаемся в формах произведений искусства нами самими. В своих работах В.Воррингер, совместно со своим коллегой Алоисом Риглем, создаёт основу для осмысления в русле европейской культурной традиции таких художественных явлений, как классический модерн и экспрессионизм. Так, согласно историку искусств Бернгарду Майерсу, В.Воррингер, наряду с Анри Бергсоном (работа «Творческое развитие» последнего)  внёс значительнейший вклад в идеологическое обоснование немецкого экспрессионизма.
После получения научной степени при защите диссертации «Проблемы формы в готике» в 1909 году в Берне, В.Воррингер преподаёт как доцент с 1915 года, а в 1925-1928 годах - как профессор института истории искусств в Боннском университете. В 1928 он становится профессором Кёнигсбергского университета. С 1945 - профессор университета в Галле. В 1950 году учёный покидает ГДР и перебирается в Западную Германию. 
Был женат на художнице Марте Воррингер. 

## Избранные работы
- Сочинения в 2-х томах (Schriften). изд. Hannes Böhringer, Helga Grebing, Beate Söntgen. München 2004, 2 Bde. und 1 CD-ROM, ISBN 3-7705-3641-X
- Abstraktion und Einfühlung. Dissertation 1907; Piper, München 1908; 
  - Новое издание, изд. Helga Grebing. Mit einer Einl. von Claudia Öhlschläger bei Wilhelm Fink, Paderborn, München 2007, ISBN 978-3-7705-4434-9
- Проблемы формы в готике (Formprobleme der Gotik). München 1911
- Предисловие к новому изданию:Абстракция и чувственность. Работа о стилистической психологии (Vorwort zum Neudruck: Abstraktion und Einfühlung. Ein Beitrag zur Stilpsychologie). München 1948
- Проблематика современного искусства (Problematik der Gegenwartskunst). München 1948
- В самом ли деле Мона Лиза улыбается? (Lächelt die Mona Lisa wirklich?), in: Thema. Zeitschrift für die Einheit der Kultur, 2/1949, S. 25-29
- Жан Фуке и Пьетро делла Франческа (Jean Fouquet und Piero della Francesca), in: Das Kunstwerk, 3/1949 (1), S. 24-30